# Zinaida Voronina
Zinaida Borisovna Voronina (Russisch: Зинаида Борисовна Воронина) (Josjkar-Ola, 10 december 1947 - Oblast Moskou, 17 maart 2001) was een turnster uit de Sovjet-Unie. 
Voronina nam deel aan de Olympische Zomerspelen 1968 en won daar met haar ploeggenoten de gouden medaille in de landenwedstrijd. Individueel behaalde zij de zilveren medaille in de meerkamp en de bronzen medaille op sprong en aan de brug.
Op de wereldkampioenschappen veroverde ze de wereldtitel in de landenwedstrijd in 1970 en één zilveren medaille in de landenwedstrijd en vier individuele bronzen medailles.
Voronina is getrouwd geweest met Mikhail Voronin.

## Resultaten

### Olympische Zomerspelen
| Jaar | Plaats      | Resultaten                                                           |
| ---- | ----------- | -------------------------------------------------------------------- |
| 1968 | Mexico-Stad | landenwedstrijd individuele meerkamp op balk aan de brug 4e op vloer |

### Wereldkampioenschappen
| Jaar | Plaats    | Resultaten                                            |
| ---- | --------- | ----------------------------------------------------- |
| 1966 | Dortmund  | landenwedstrijd · vloer · 10e individuele meerkamp    |
| 1970 | Ljubljana | landenwedstrijd · individuele meerkamp · balk · vloer |